# Julien Cernobori
Julien Cernobori est un journaliste français, connu pour ses portraits audio empathiques.

## Biographie
Julien Cernobori étudie les sciences politiques à Aix-en-Provence et l’anthropologie; dans le cadre d'un stage à Dakar, il anime une émission culturelle quotidienne sur une radio sénégalaise pendant un an, avant de travailler pour RFI. Il travaille ensuite pendant plusieurs années à Radio France. Il monte les Portraits sensibles de Kriss au début des années 2000, et se passionne pour les anonymes, dont il brosse des portraits soit avec la journaliste Aurélie Sfez dans Village People sur France Inter  et En campagne sur France 5, soit seul dans Le baladeur sur Inter puis Musique, et L’humeur vagabonde sur Inter.
Kathleen Evin dit de lui qu'« il sait manier les silences habités, les hésitations dans la voix, se tient à la bonne distance sans forcer l’intimité. Julien peut donner à voir un endroit par le biais de son micro, il possède une particularité indispensable et pourtant rare en radio : le goût du son [qui] tend à disparaître aujourd’hui ».
À partir de septembre 2018, il est pendant un an directeur artistique de Binge Audio. Il y produit notamment Le centre du monde, dans un centre d’accueil pour jeunes migrants à Pantin, et Superhéros, des histoires extraordinaires de gens ordinaires,,,,, qui reçoit le prix du meilleur podcast documentaire au Paris Podcast Festival 2018,.

## Cerno, l'anti-enquête
En 2020, Télérama inclut sa série Cerno, l'anti-enquête, dans sa liste des 100 meilleurs podcasts et Le Temps le recommande dans ses « podcasts contre la morosité ». Le point de départ de cette série est que Julien Cernobori apprend que Jean-Thierry Mathurin, amant et complice du tueur en série Thierry Paulin, « le tueur de vieilles dames » dans les années 1984 à 1987, a vécu dans son immeuble. Trente-cinq ans après les faits il part à la recherche des assassins et de leurs victimes, en tendant son micro aux personnes qui les ont connus ou qui ont habité les mêmes immeubles,,,. L’objectif étant de s'intéresser à toutes les personnes rencontrées au hasard de l'enquête et d’explorer tous les à-côtés de l’affaire, le podcast, qu’il qualifie de « l’œuvre d’une vie », pourrait continuer éternellement. Ce travail est financé par un mécénat participatif sur la plateforme patreon ce qui lui donne une grande liberté.